# LGV des Titans
Az LGV des Titans vagy LGV Mâcon-Genève vagy LGV Léman Mont-Blanc egy félbehagyott nagysebességű vasútvonal-projekt, amely Mâcon és Genf között közlekedett volna. A Titans név az ugyanezen az útvonalon, Mâcon és a genfi agglomeráció között haladó A40-es autópálya nevére utal.
1988-ban a svájci Bonnard & Gardel SA mérnöki iroda a La transversale Bourg-en-Bresse - Genève par Nantua, élément dʼun réseau ferroviaire européen à grande vitesse? című tanulmányában egy új, a Nantua-klaszteren átvezető vonalat javasolt. Az érintett svájci és francia helyi hatóságok kérésére 1991 decemberében francia-svájci munkacsoportot hoztak létre. Genfből Párizsba 2 óra 15 perces, Lyonba pedig 1 órás menetidővel számoltak.
A nagysebességű vasúti összeköttetések 1991-es főtervében szerepelt ennek az összeköttetésnek a megépítése a Párizs és Genf közötti kapcsolatok felgyorsítása érdekében. Az üzemeltetés magas, mintegy tizenkétmilliárd frankos költségei miatt azonban a projektet 1997-ben elvetették, és helyette újra megnyitották a korszerűsített Haut-Bugey vonalat, mivel útvonala 47 kilométerrel rövidebb volt, mint a meglévő, Ambérieu-en-Bugey-Culoz-vasútvonal.